# Piccolo dodecicosaedro
In geometria, il piccolo dodecicosaedro è un poliedro stellato uniforme avente 32 facce - 20 esagonali e 12 decagonali - 120 spigoli e 60 vertici.

## Coordinate cartesiane
Le coordinate cartesiane per i vertici del piccolo dodecicosaedro sono date da tutte le permutazioni pari di:
{\displaystyle \left(\,0,\,\pm 1,\,\pm (3\varphi -4)\,\right)}
{\displaystyle \left(\,\pm 1,\,\pm (2-\varphi ),\,\pm (2-\varphi )\,\right)}
{\displaystyle \left(\,\pm (2-\varphi ),\,\pm 2(\varphi -1)\,\pm (2\varphi -3)\right)}
dove {\displaystyle \varphi ={\tfrac {1+{\sqrt {5}}}{2}}} è la sezione aurea.

## Poliedri correlati
Il piccolo dodecicosaedro, spesso indicato con il simbolo U50 e avente come inviluppo convesso un rombicosidodecaedro non uniforme, ha la stessa disposizione di vertici del grande dodecaedro troncato stellato, inoltre, esso condivide la disposizione degli spigoli con il piccolo dodecicosidodecaedro ditringonale, con cui ha in comune la disposizione delle facce decagonali, e con il piccolo icosicosidodecaedro, con cui ha in comune la disposizione delle facce esagonali.
| Grande dodecaedro troncato stellato | Piccolo icosicosidodecaedro | Piccolo dodecicosidodecaedro ditrigonale | Piccolo dodecicosaedro |

### Piccolo dodecicosacrono
Il piccolo dodecicosacrono è un poliedro stellato isoedro, nonché il duale del piccolo dodecicosaedro, avente per facce 60 antiparallelogrammi.
Dato un piccolo dodecicosaedro di spigolo pari a 1, immaginando il piccolo dodecicosacrono come composto da 60 facce intersecanti a forma di antiparallelogramma, come riportato nella figura sottostante, di cui solo una parte visibile all'esterno del solido, le facce risultanti hanno due coppie di angoli uguali di ampiezza pari a {\displaystyle \arccos({\frac {5}{12}}+{\frac {1}{4}}{\sqrt {5}})\approx 12,661\,078\,804\,43^{\circ }} e {\displaystyle \arccos(-{\frac {3}{4}}+{\frac {1}{20}}{\sqrt {5}})\approx 129,657\,475\,656\,13^{\circ }}, con il rapporto tra lati lunghi e lati corti pari a {\displaystyle {\frac {1}{2}}+{\frac {1}{2}}{\sqrt {5}}} e le due diagonali che si incontrano con un angolo di {\displaystyle \arccos({\frac {1}{12}}+{\frac {19}{60}}{\sqrt {5}})\approx 37,681\,445\,539\,45^{\circ }}.